# Antithesis (band)
Antithesis is een Amerikaanse power- en progressivemetalband.

## Artiesten
- Matt Adkins - zang
- Sean Perry - gitaar, zang
- Paul Konjicija - gitaar
- Paul Kostyack - drums
- Brian Glodde - basgitaar

## Discografie
- 1999 - Antithesis (Voices of Wonder)
- 2001 - Dying for Life (Europese uitgave, Massacre Records)
- 2001 - Dying for Life (Amerikaanse uitgave, Nightmare Records)